# Kat Bjelland
Kat Bjelland (Salem, 8 dicembre 1963) è una cantante statunitense. 
Ex cantante e chitarrista del gruppo Babes in Toyland, è attualmente cantante e chitarrista dei Katastrophy Wife.

## Biografia
Cresciuta in Oregon, si è trasferita a Portland nei primi anni ottanta, dove diventa amica di Courtney Love, cantante e leader delle Hole. 
Nel 1987, dopo aver militato in varie formazioni, insieme alla batterista Lori barbero, che conoscerà a un barbecue di un amico comune, con cui fonda le Babes in Toyland.
Nel 2007 a Kat Bjelland viene diagnosticata la schizofrenia e trascorre un anno in un istituto in trattamento.

## Discografia

### Album
Babes In Toyland
- Spanking Machine (1990)
- To Mother (1991)
- The Peel Sessions (1992)
- Fontanelle (1992)
- Painkillers (1993)
- Dystopia (1994)
- Nemesisters (1995)
- Lived (2000)
- Devil (2000)
- Viled (2000)
- Natural Babe Killers (2000)
- Minneapolism (2001)
- The Best of Babes In Toyland and Kat Bjelland (2004/2005)

Crunt
- Crunt (1994)

Katastrophy Wife
- Amusia (2001)
- All Kneel (2004)

come solista
- Songs of the Witchblade: A Soundtrack To The Comic Book (1997)

### Singoli
Babes In Toyland
- "Dust Cake Boy" (1989)
- "House" (1990)
- "Handsome and Gretel" (1991)
- "Bruise Violet" (1991)
- "Catatonic" (1993)
- "Sweet '69" (1995)
- "We Are Family" (1995)

Crunt
- "Swine" (1994)

Katastrophy Wife
- "Gone Away" (2001)
- "Liberty Belle" (2003)
- "Money Shot" (2003)
- "Blue Valiant" (2004)
- "Heart-On" (2007)